# Lego Star Wars: A Birodalom hazavág
A Lego Star Wars: A Birodalom hazavág vagy Lego Star Wars: A Birodalom taccsra vág (eredeti cím: LEGO Star Wars: The Empire Strikes Out!) 2012-ben bemutatott amerikai 3D-s számítógépes animációs kalandfilm, amelynek a rendezője Guy Vasilovich volt. Amerikában 2012. szeptember 26-án, Magyarországon 2012. október 28-án mutatta be a Cartoon Network.

## Szereplők
| Szereplő                          | Eredeti hang                          | Magyar hang     |
| --------------------------------- | ------------------------------------- | --------------- |
| C-3PO                             | Anthony Daniels                       | Mertz Tibor     |
| Luke Skywalker                    | Lloyd Floyd                           | Fehér Tibor     |
| Han Solo                          | John Armstrong                        | Zöld Csaba      |
| Leia Organa hercegnő              | Lisa Fuson                            | Huszárik Kata   |
| Darth Vader                       | Matt Sloan                            | Hollósi Frigyes |
| Darth Maul                        | Sam Witwer                            | Galambos Péter  |
| Palpatine császár / Darth Sidious | Sam Witwer                            | Harsányi Gábor  |
| Nass főnök                        | Brian Blessed                         | Koroknay Géza   |
| Veers tábornok                    | Julian Glover                         | Fazekas István  |
| Piett admirális                   | Kenneth Colley (Kenneth Cooley néven) | Jakab Csaba     |
| Ozzel admirális                   | Jason Canning                         | Orosz István    |
| Watto                             | Andrew Secombe (Andy Secombe néven)   | Tóth Zoltán     |
| Yoda                              | Tom Kane                              | Versényi László |
| Narrátor                          | Tom Kane                              | Várkonyi András |
| Jar Jar Binks                     | Ahmed Best                            | Láng Balázs     |
| Rendező                           | ?                                     | Csuha Lajos     |
| Togruta rajongó lány              | ?                                     | Gáspár Kata     |
| Ember rajongó lány                | ?                                     | Csuha Bori      |
| Rodiai rajongó lány               | ?                                     | Szalay Marianna |